# Pèiralata
Pèiralata (en occità tradicional Pèiralata o, per influència francesa probable, Pierlata; en francès: Pierrelatte) és una ciutat d'Occitània i un municipi del departament de la Droma (França), a la regió d'Alvèrnia-Roine-Alps. En aquest municipi hi ha la Central Nuclear de Tricastin.